# Стефан Стайнов
Стефан Петков Стайнов е български политик от БКП, заслужил архитект.

## Биография
Роден е на 25 януари 1935 г. в град София. Син е на композитора Петко Груев Стайнов. През 1958 г. завършва архитектура във ВИСИ в София. От 1960 до 1961 г. специализира градоустройство в Париж, Франция. От 1961 до 1968 г. (с прекъсване между 1963 – 1966, когато е на работа в Алжир), работи като проектант в „Главпроект“. Между 1972 и 1977 г. e директор на дирекция „Генплан“ в „Софпроект“. От 1972 г. става член на БКП. В периода 1977 – 1981 г. е председател на Комитета по архитектура и благоустройството към Министерски съвет. От 1981 до 1984 г. е първи заместник-министър на строителството и архитектурата, а от 1984 до 1986 е първи заместник-министър на строителството и селищното устройство. В периода 1986 – 1989 г. е председател на Комитета по териториално и селищно устройство. Член е на пленума на Градския комитет на БКП в София и на Президиума на НС на ОФ. От 1990 до 1993 е директор на научния център за териториално развитие и жилищно строителство. Между 1993 и 1999 г. управлява частното проектантско бюро „Булплан“. Пенсионира се през 1999 г.